# Wakool River
Der Wakool River ist ein Fluss im Südwesten des australischen Bundesstaates New South Wales.
Er entspringt westlich der Stadt Deniliquin und fließt durch Buschland parallel zum Edward River und zum Murray River mit geringem Gefälle nach Nordwesten. Südlich von Kyalite mündet er in den Edward River, einen rechten Seitenarm des Murray River.